# Completoria complens
Completoria complens är en svampart som beskrevs av Lohde 1874. Completoria complens ingår i släktet Completoria och familjen Completoriaceae.   Inga underarter finns listade i Catalogue of Life.